# БКС (компания)
БКС, полностью — Брокеркредитсервис, — российская компания, занимающаяся финансовой деятельностью. Штаб-квартира находится в Новосибирске.

## История
Компания «Брокеркредитсервис» была основана в 1995 году в Новосибирске. Основатель и владелец — Олег Михасенко.
В марте 2000 года компания занялась интернет-трейдингом. В июле 2000 года открылся офис в Москве.

## Описание
В группу БКС входят:
- Компания БКС (брокер),
- Управляющая компания БКС,
- БКС-банк,
- BrokerCreditService (Cyprus) Ltd,
- BCS Prime Brokerage Ltd — глобальный инвестиционно-банковский бизнес,
- БКС-Ультима (частный банк),
- БКС — Фонды недвижимости,
- Fins,
- Межрегиональный специализированный депозитарий,
- Учебный центр,
- Страхования компания «БКС Страхование жизни».

В 2020 году «БКС Брокер», «БКС Премьер», УК «БКС», «БКС Капитал», «БКС Ультима Private Banking», «БКС Банк» и «БКС Страхование жизни» были объединены под брендом «БКС Мир инвестиций».
На август 2021 года у БКС имеется примерно 56 тысяч активных клиентов на Московской фондовой бирже, она занимает по этому показателю 4 место, в то же время БКС занимает первое место по торговому обороту акциями и паями среди участников на Московской фондовой бирже. Также она являлась в 2019 году крупнейшим небанковским брокером России.
В 2018 году чистая прибыль БКС составила 5,7 миллиардов рублей, активы по МСФО — 256 миллиардов рублей, капитал — 33 миллиарда рублей.

### Рейтинговые оценки
Рейтинговое агентство «Эксперт РА» в 2017 году присвоило ООО «Компания БКС» рейтинговую оценку ruBBB+ со стабильным прогнозом. Рейтинг подтверждался в 2018-2021 годах, в 2021 году был повышен до ruA- и подтверждается на этом уровне (2022-2025).